# Erik Sætter-Lassen
Erik Sætter-Lassen (* 15. Juli 1892 in Gilleleje; † 24. Dezember 1966 in Helleruplund Sogn) war ein dänischer Sportschütze.

## Erfolge
Erik Sætter-Lassen nahm viermal an Olympischen Spielen teil. Mit dem Armeegewehr belegte er bei den Olympischen Spielen 1920 in Antwerpen im stehenden Anschlag im Einzelwettbewerb den vierten Platz, den Wettbewerb in der Liegend-Position beendete er nicht. In der Mannschaftskonkurrenz wurde er gemeinsam mit Niels Larsen, Anders Peter Nielsen, Lars Jørgen Madsen und Anders Petersen vor der US-amerikanischen und der schwedischen Mannschaft Olympiasieger. Im stehenden Anschlag mit dem Kleinkalibergewehr verpasste er in der Mannschaftskonkurrenz als Vierter knapp einen weiteren Medaillengewinn. 1924 in Paris belegte er mit dem Kleinkaliber im Liegend-Anschlag dieses Mal im Einzel den vierten Platz, was sein bestes Resultat in drei Wettkämpfen war. 1936 in Berlin und 1948 in London gelangen ihm keine vorderen Platzierungen.
Bei Weltmeisterschaften gewann Sætter-Lassen vier Medaillen. Sein erster war gleichzeitig auch sein größter WM-Erfolg, als er 1922 in Mailand mit dem Armeegewehr im liegenden Anschlag in der Einzelkonkurrenz Weltmeister wurde. Im Dreistellungskampf mit dem Freien Gewehr gewann er sowohl 1922 als auch nochmal 1925 in St. Gallen mit der Mannschaft Bronze. 1927 sicherte er sich in Rom im Mannschaftswettkampf mit der Freien Pistole die Vizeweltmeisterschaft.